# Пам'ятне Олександра III (яйце Фаберже)
Імператорське великоднє яйце «Пам'ятне Олександра III» — ювелірний виріб фірми Карла Фаберже, виготовлений на замовлення російського імператора Миколи II у 1909 році. Було подароване імператором дружині Марії Федорівні.